# Haus Katharinenstraße 9

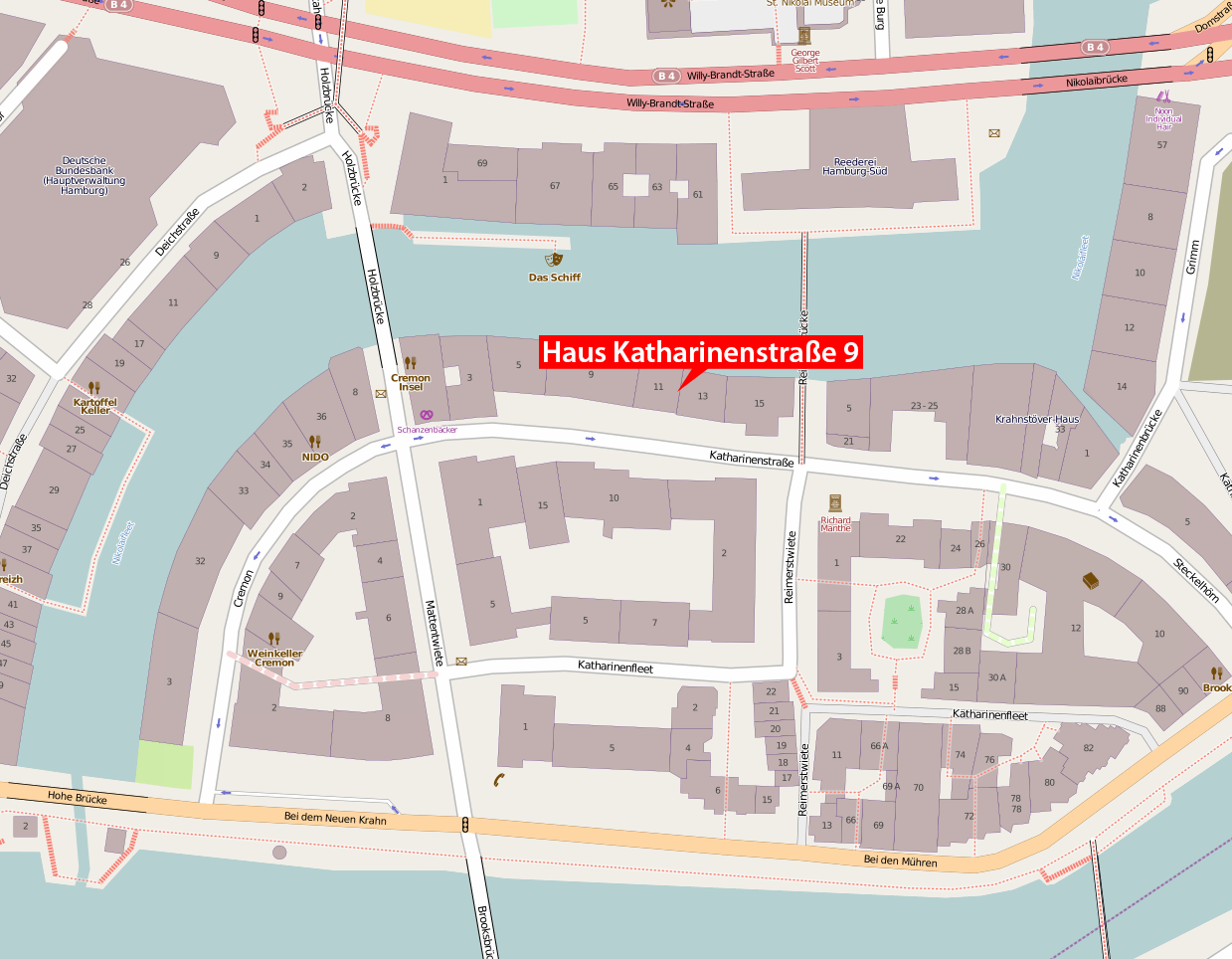
Karte des Hauses Katharinenstraße 9

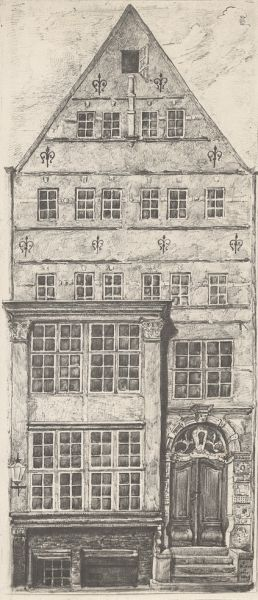
Außenansicht Katharinenstraße 9

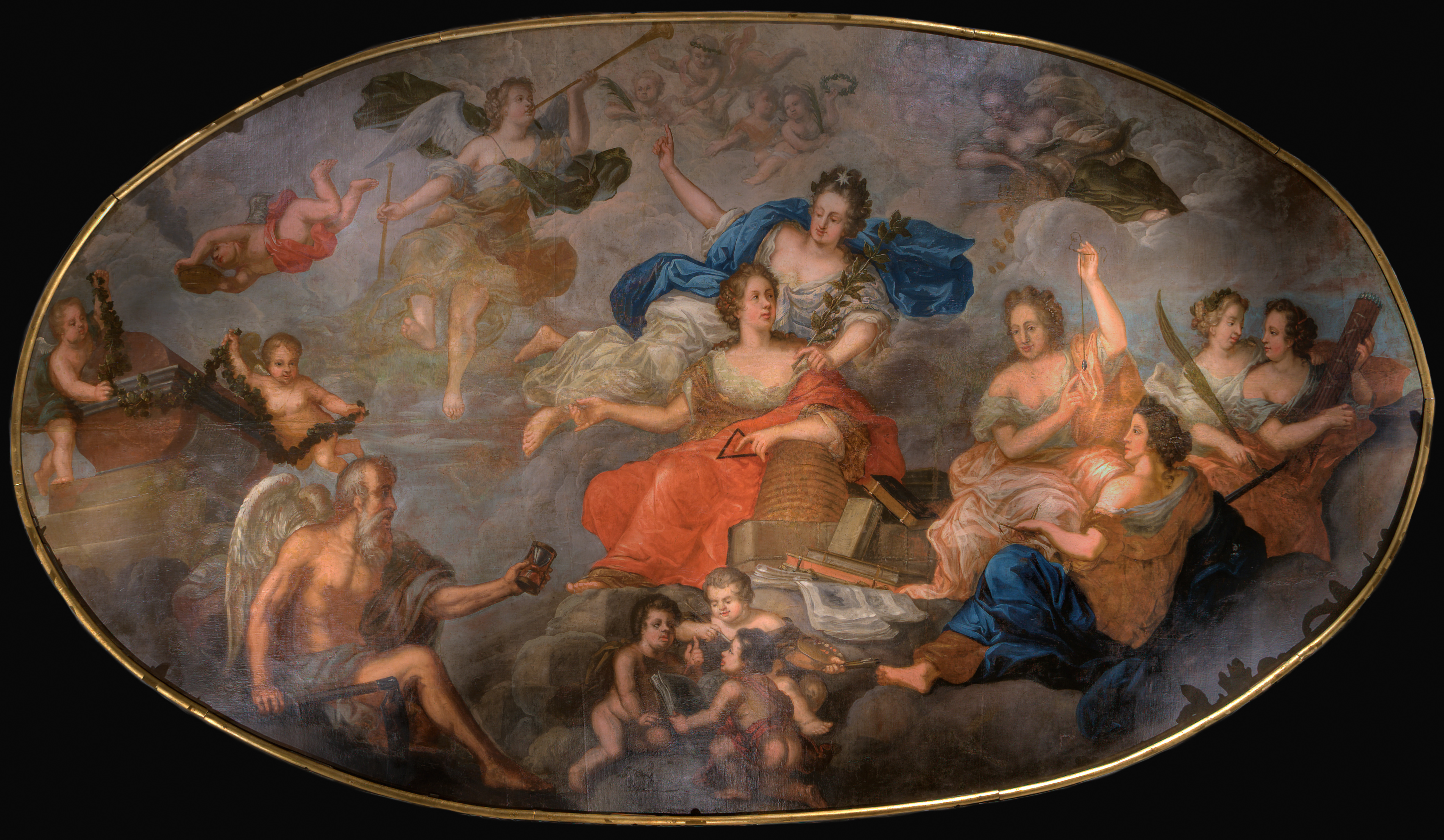
Deckengemälde

Das Haus Katharinenstraße 9, auch Catharinenstraße 9, war ein Bürgerhaus in der Hamburger Innenstadt. Das zwischen 1630 und 1640 entstandene Haus wurde 1941 zerstört, sein Nebenflügel abgerissen. Das Haus wurde 1939 in die Denkmalliste von Hamburg Mitte eingetragen und 1954, 13 Jahre nach seiner Zerstörung, wieder gelöscht.
Bekannt ist das Haus vor allem für die prachtvolle Stuckdecke mit Ölgemälden aus einem Prunksaal im Hofflügel. Das barocke Gemälde befindet sich heute als Architekturfragment umrahmt von einer Rekonstruktion der Stuckdecke, im Museum für Hamburgische Geschichte. In Auftrag gegeben wurde es von dem späteren Hamburger Bürgermeister und Besitzer Johann Anderson dem Älteren. Die Ausstattung des Prunksaals zeigt klar das Bestreben Andersons, den Prunk des Adels nachzuahmen.
Die Stuckarbeiten an der Decke stammten höchstwahrscheinlich von dem Tessiner Carlo Enrico Brenno. Dieser hatte sich auf Stuckarbeiten in den Herrenhäusern Schleswig-Holsteins spezialisiert. Das Gemälde fertigte 1716–1720 der Hamburger Dekorationsmaler Johann Moritz Riesenberger der Jüngere. Es zeigt die Verherrlichung von Kunst und Wissenschaft und deren Nützlichkeit und enthält verschiedene Personifikationen mit Bezug zu Leben und Werk des Auftraggebers Johann Anderson dem Älteren. Die zentrale Figur im roten Gewand hält ein Dreieck in der linken Hand und lehnt auf einem Bienenkorb (Symbol für den Fleiß), rechts davon eine Figur mit einem Senkblei zwischen beiden Händen (Symbol für Architektur) und in der unteren Bildmitte drei Putten, eine davon Farbpalette und Pinsel in Händen haltend (Symbol für die Bildenden Künste). Die Figur im oberen rechten Bereich des Gemäldes hält ein Füllhorn, aus dem Münzen herausfallen (Symbol für den Reichtum), in Händen. Deutlich zu erkennen ist auch die Figur auf der linken unteren Seite, die Sanduhr und Sense in Händen hält (Symbole für die Vergänglichkeit und Sterblichkeit/Tod). Die Figur am rechten Bildrand trägt ein Liktorenbündel, das als Zeichen der Herrschaft über Leben und Tod gilt.